# 貝殻の標本
貝殻の標本（かいがらのひょうほん）は、大原羑子発案・大原佐予子主催による死装束の展覧会である。衣装・音楽・映像・絵や詩を含むコンセプチュアルアートとして1995年から2002年まで行われた。客層は20代のファッションに興味のある世代から、自分の死について改めて考えたという70代までと幅広く、延べ4000人以上の来客数となった。NHKドキュメントにっぽん「旅立ちはドレスで」（1999年12月10日）が放送され、好評を得る。

## タイトルコンセプト
ひとつの個体にオリジナリティを持ち、同じ種でも、ひとつずつの模様が異なる貝殻。中に生命が居なくなった後、標本となる。個人の生様や観念が整然と並ぶことをイメージし、付けられたタイトルである。

## 主な公演
- 1995年9月　東京　文芸坐ル・ピリエ（現：新文芸坐）
- 1996年3月　東京　文芸坐ル・ピリエ 再演
- 1996年4月　大阪　扇町ミュージアムスクエア
- 1998年3月　大阪　扇町ミュージアムスクエア 再演
- 2002年10月　熊本　熊本市現代美術館 CAMK 「ATTITUDE2002」

## その他の活動
- 1998年 千葉　国立歴史民俗博物館　「死装束を用意するということ」講演会
- 1999年12月10日　NHKドキュメントにっぽん「旅立ちはドレスで」放送

## 制作メンバー
- 衣装デザイン - 大原佐予子
- 衣装製作 - 大原羑子
- 音楽 - 水永達也（元ALLNUDE）
- 映像 - 丸山竜郎／宮下善成
- 絵 - 大原文